# Corymica pardalota
Corymica pardalota là một loài bướm đêm trong họ Geometridae.